# Слобозія-Кремене
Слобозія-Кременне (рум. Slobozia-Cremene) — село в Молдові у Сороцькому районі. Входить до складу комуни Варанкеу.
| Молдова | Це незавершена стаття з географії Молдови. Ви можете допомогти проєкту, виправивши або дописавши її. |